# Chữ Hmông Việt
Chữ Hmông Việt (Ntơưr Hmôngz Viêx Nangz, RPA: Ntawv Hmoob Viaj Naab) là bộ chữ Hmông theo ký tự Latin được lập ra theo Nghị định số 206-CP năm 1961, và đã được chính phủ Việt Nam phê chuẩn. Đó chính là một trong những bộ chữ cái thông dụng nhất của tiếng Hmông tại Việt Nam, chỉ đứng sau RPA.

## Lịch sử
Được lập ra vào năm 1961, bộ chữ được xây dựng theo ngữ âm ngành H'Mông Lềnh vùng Sa Pa, Lào Cai, có bổ sung thêm một số âm vị của các ngành H'Mông khác, gồm 59 phụ âm (có 3 âm vị phụ âm của ngành H'Mông Đơư và H'Mông Sua), 28 vần và 8 thanh. Vào thập niên 1970, phong trào học chữ H'Mông phát triển khá mạnh ở hầu hết các tỉnh miền núi phía Bắc của Việt Nam, nơi có nhiều người H'Mông sinh sống. Nhưng đến nay với nhiều nguyên nhân khác nhau mà tình hình học chữ H'Mông đã không còn phát triển như trước kia nữa.
Gần đây việc học chữ H'Mông bắt đầu phát triển, đáp ứng nhu cầu giao lưu qua mạng của người H'Mông. Tại Thái Nguyên có thầy giáo người H'Mông là Trung tá công an, đã viết giáo trình, từ điển tiếng H'Mông. Các trang về Hmong Vietnam trên Facebook nở rộ. Tuy nhiên hiện chưa có thông tin về bảng chữ Hmong được sử dụng.

## Bảng chữ cái
Bộ chữ này giống với chữ Quốc Ngữ dùng cho tiếng Việt ngày nay, nhưng sử dụng các chữ cái thanh điệu, tương tự như RPA.

### Phụ âm và nguyên âm
| Âm tắc         | Âm mũi  | Âm mũi | Âm mũi | Âm mũi   | Âm kết   | Âm kết    | Âm kết    | Âm kết  | Âm kết    | Âm kết   | Âm kết   | Âm kết    | Âm kết    | l      | Âm tắc xát | Âm tắc xát  |
| Âm tắc         | nh      | n      | m      | ml       | p        | pl        | t         | đ       | đr        | tr       | ch       | c         | k         | l      | tx         | ts          |
| -------------- | ------- | ------ | ------ | -------- | -------- | --------- | --------- | ------- | --------- | -------- | -------- | --------- | --------- | ------ | ---------- | ----------- |
| Không biến đổi | /ɲ/     | /n/    | /m/    | /mˡ/     | /p/      | /pˡ/      | /t/       | /d/     | /tˡ/      | /ʈ/      | /c/      | /k/       | /q/       | /l/    | /ts/       | /ʈʂ/        |
| Trước ⟨n⟩      |         |        |        |          | b /ᵐb/   | bl /ᵐbˡ/  | nt /ⁿd/   |         | nđr /ⁿdˡ/ | r /ᶯɖ/   | nd /ᶮɟ/  | g /ᵑɡ/    | ng /ᶰɢ/   |        | nz /ⁿdz/   | nj /ᶯɖʐ/    |
| Trước/Sau ⟨h⟩  | hnh /ɲ̥/ | hn /n̥/ | hm /m̥/ | hml /m̥ɬ/ | ph /pʰ/  | fl /pɬ/   | th /tʰ/   | đh /dʱ/ | đl /tɬ/   | rh /ʈʰ/  | q /cʰ/   | kh /kʰ/   | qh /qʰ/   | hl /ɬ/ | cx /tsʰ/   | tsh /ʈʂʰ/   |
| ⟨n⟩ và ⟨h⟩     |         |        |        |          | mf /ᵐbʱ/ | mfl /ᵐbɮ/ | nth /ⁿdʱ/ |         | nđl /ⁿdɮ/ | nr /ᶯɖʱ/ | nq /ᶮɟʱ/ | nkh /ᵑɡʱ/ | nkr /ᶰɢʱ/ |        | nx /ⁿdzʱ/  | ntsh /ᶯɖʐʱ/ |

- Điểm dừng chân thanh hầu không được ghi trong chính tả. Những từ thực sự ban đầu bởi nguyên âm được xác định bằng một dấu nháy đơn, mà do đó hoạt động như một số không phụ âm.

| Âm ma sát | Âm môi | Âm môi | Âm hàm | Âm hàm | Âm hàm | Âm răng | Âm răng | Âm vòm họng |
| Âm ma sát | ph     | v      | x      | s      | j      | z       | sh      | h           |
| --------- | ------ | ------ | ------ | ------ | ------ | ------- | ------- | ----------- |
|           | /f/    | /v/    | /s/    | /ʂ/    | /ʐ/    | /ʝ/     | /ç/     | /h/         |

| Nguyên âm | Nguyên âm đơn | Nguyên âm đơn | Nguyên âm đơn | Nguyên âm đơn | Nguyên âm đơn | Nguyên âm đơn | Nguyên âm mũi | Nguyên âm mũi | Nguyên âm mũi | Nguyên âm đôi | Nguyên âm đôi | Nguyên âm đôi | Nguyên âm đôi | Nguyên âm đôi |
| Nguyên âm | i             | ê             | a             | o, ao         | u             | ư             | ênh           | ang           | ông           | ai            | ơư            | âu            | iê            | uô            |
| --------- | ------------- | ------------- | ------------- | ------------- | ------------- | ------------- | ------------- | ------------- | ------------- | ------------- | ------------- | ------------- | ------------- | ------------- |
|           | /i/           | /e/           | /a/           | /ɔ/           | /u/           | /ɨ/           | /ẽ/           | /ã/           | /ɔ̃/           | /ai/          | /aɨ/          | /au/          | /iə/          | /uə/          |

### Âm điệu
Chữ Hmông Việt chỉ ra giai điệu của chữ viết ở phần cuối của một âm tiết chứ không có dấu như trong bảng chữ cái tiếng Việt. Không giống như tiếng Việt, tất cả các âm tiết Hmông kết thúc bằng một nguyên âm, có nghĩa là sử dụng chữ phụ âm để chỉ giai điệu sẽ không phải khó hiểu và cũng không mơ hồ.
| Âm                           | Ví dụ       | Chính tả đánh vần |
| ---------------------------- | ----------- | ----------------- |
| Cao                          | /pɔ́/ 'bóng' | poz               |
| Trung                        | /pɔ/ 'lách' | po                |
| Thấp                         | /pɔ̀/ 'gai'  | pos               |
| Cao xuống giọng              | /pɔ̂/ 'cái'  | pox               |
| Trung lên giọng              | /pɔ̌/ 'ném'  | por               |
| Giọng yếu (creaky voice)     | /pɔ̰/ 'thấy' | pov               |
| Thấp xuống giọng (giọng thở) | /pɔ̤/ 'bà'   | pol               |

1. ⟨d⟩/⟨k⟩ đại diện cho một biến thể tăng thấp cuối cùng của cụm từ của giọng yếu